# Головчак Олег Іванович
Головча́к Олег Іванович (нар. 1 березня 1951 року, село Новичка Долинського району Івано-Франківської області) — український архітектор. Член Національної спілки архітекторів України з 1978 року. Проектує об'єкти житлового, громадського та культового призначення.

## Біографія
Олег Головчак народився у селі Новичка на Івано-Франківщині. Вибору професії після школи посприяли, серед іншого, сімейні обставини: брат Олега, Володимир — інженер-будівельник, брат Петро — художник, брат Ярослав — також архітектор.
Закінчив архітектурний факультет Львівського політехнічного інституту у 1974 році. Відразу після того за направленням переїхав до Тернополя. Роботу розпочав у Тернопільському філіалі інституту «Дніпроцивільпромбуд». Керівник архітектурної групи із 1983 року.
Працював головним архітектором проекту в АТ «Терно-Корс», згодом — головний архітектор проектів Тернопільського колективного творчо-виробничого підприємства «Тернопільархпроект».
1981 року обраний секретарем Тернопільської обласної організації Спілки архітекторів УРСР. У період з 1990 по 1999 очолював Тернопільську обласну організацію Національної спілки архітекторів України (ТООНСАУ). В листопаді 2014 року повторно обійняв дану посаду.

Олег Головчак так висловився про власну професію: 
|  | Архітектор завжди трохи мрійник, але мрійник, котрий пам'ятає про реальність. Ми служимо одному з найскладніших видів мистецтв, що вимагає поєднання полярних якостей — розуму раціонального математика і душі пристрасного художника. |

## Основні роботи
Більшість споруд, спроєктованих Олегом Головчаком, розташовані в Тернополі.
У складі творчої групи архітекторів у 1977 році працював над інтер'єрами палацу культури «Октябрь» (нині це палац культури «Березіль» імені Леся Курбаса). За цю роботу творчу групу було нагороджено дипломами держбуду УРСР.
30 грудня 1982 року урочисто відкрили чотириповерхове приміщення Тернопільського обласного краєзнавчого музею за проектом Олега Головчака. За цю роботу архітектор отримав диплом ІХ республіканського огляду творчості молодих архітекторів Спілки архітекторів УРСР, що відбувся у 1985 році в Києві.
У 1984 році відкрито новозбудоване приміщення Тернопільського академічного обласного театру актора і ляльки.
Спроєктував житловий комплекс по вулиці Лучаковського в мікрорайоні Дружба (1987—2003).
За проектом архітектора протягом 1999—2002 років було споруджено Церкву святого священномученика Йосафата.
У 2000 році на вулиці Січових Стрільців збудовано єпархіальний будинок Тернопільсько-Зборівської архієпархії УГКЦ. У цьому ж році напроти єпархіального будинку відкрито пам'ятник митрополиту Андрею Шептицькому, спільної роботи Олега Головчака та його брата, художника й скульптора Петра Головчака. На відкритті пам'ятника 27 жовтня були присутні кардинал Любомир Гузар та архієрей Тернопільсько-Зборівської архієпархії Михаїл Сабрига.
Ще однією роботою архітектора є дзвіниця церкви Успіння Пресвятої Богородиці у місті Долина.

### Тернопільська обласна універсальна наукова бібліотека

Незакінчена будівля бібліотеки

На початку 1980-х років Олег Головчак розробив проект нового приміщення Тернопільської обласної універсальної наукової бібліотеки. Але будівництво, яке розпочалось ще у 1986 році, досі не закінчене через брак коштів.
Спершу планувалось, що будівля буде завершена до кінця 1989 року. Однак будівельні роботи було заморожено, вони відновлювалися лише епізодично. Час від часу поставало питання про зміну призначення приміщення.
Разом з тим, за словами Олега Головчака, якби на проєкт від 1991 року щороку виділялося принаймні по 500 тисяч гривень, він був би вже завершений. У разі збереження теперішньої ситуації є небезпека хаотичної забудови площі Героїв Євромайдану (колишнього майдану Мистецтв), де і розташоване недобудоване приміщення. Це може суттєво зіпсувати вигляд центру Тернополя.
20 жовтня 2021 року Кабмін видав розпорядження «Про передачу об'єкта незавершеного будівництва у власність Тернопільської міської територіальної громади», яким недобудоване приміщення обласної бібліотеки стало власністю Тернопільської міської територіальної громади.

## Світлини

Єпархіальний будинок Тернопільсько-Зборівської архієпархії УГКЦ
Дзвіниця церкви Успіння Пресвятої Богородиці у місті Долина
Тернопільський обласний краєзнавчий музей
Тернопільський академічний обласний театр актора і ляльки
Житловий багатоквартирний будинок, бульвар Просвіти